# József Darvas
József Darvas (n. 10 februarie 1912, Orosháza - d. 3 decembrie 1973, Budapesta) a fost un scriitor și om politic maghiar.
Prin proza sa, marcată de o ideologie de stânga, descrie viața țărănimii din acea perioadă.

## Opera
- 1934: De la Bobotează la Anul Nou ("Vízkereszttől szilveszterig");
- 1936: Cel mai mare sat unguresc ("A legnagyobb magyar falu");
- 1939: Istoria unei familii țărănești ("Egy parasztcsalád története");
- 1945: Oraș pe mlaștină ("Város az ingoványon");
- 1961: Incendiu în zori ("Hajnali tűz");
- 1974: Nu există pe harta geografcă ("A térképen nem található").